# 克卜勒20f
克卜勒20f（Kepler-20f）是一個環繞位於天琴座，距離地球950光年的恆星克卜勒20的太陽系外行星。該行星是克卜勒太空望遠鏡確認第一個環繞類太陽恆星的體積與地球相若的行星。該行星的半徑是地球的1.03倍，表面溫度大約是427°C。該行星距離母恆星1600萬公里，相當於水星環繞太陽軌道範圍內。這個發現首次印證了克卜勒太空望遠鏡可以觀測到體積與地球相若的太陽系外行星。

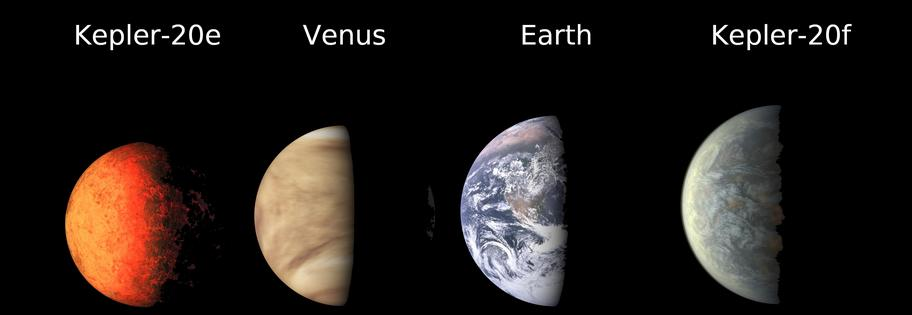
克卜勒20e、克卜勒20f和地球、金星的比較

## 外部連結
- Multimedia:
  - Video (01:33)（页面存档备份，存于） - NASA 首次發現類地球太陽系外行星環繞類太陽恆星。